# 7.5×54mm法國步槍彈
7.5×54毫米MAS法國彈，別稱7.5法國彈，為1924式7.5MAS彈的變形。它取代了在一戰中使用的8毫米勒貝爾彈，威力與7.62×51mm NATO彈相當。雖然與瑞士的7.5×55毫米彈長度相似，但兩者不可通用。

## 歷史及基本信息
因法國在一戰中不能做到大量生產8毫米勒貝爾彈，同時也因為勒貝爾弹過時的設計（有緣，大錐度彈殼）法軍意識到他們需要新的子彈。六年之後的1924年法國推出了7.5×57毫米MAS彈。不過因為容易與德國的8mm毛瑟彈混淆，1929年它被稍短的M29式7.5×54毫米彈取代。當時測試了兩種軍用彈，為24年C型和24年D型，C型比D型略輕。最後法軍選擇了輕的24年C型作為通用彈，於MAS-36步槍、MAS-49半自動步枪以及FM-24/29輕機槍中使用。略重的24年D型彈只在特殊任務時少量使用，它擁有艦尾型的彈尾（無艦尾的子彈在飛行途中因其尖頭會將空氣推開，後方會形成真空，大氣則以正常壓力回填。由於子彈在前行，大氣最終以追逐並被吸入的方法來填補真空，造成子彈尾部的湍流，影響精確度及射程。而有艦尾彈通過大氣時，艦尾使得空氣順著子彈外表劃過，彈頭飛經之處空氣幾乎未被干擾，消除了湍流）。常見的7.5毫米法國彈軍用種類彈藥有：穿甲彈（法語：Balle AP)，曳光彈(法語：Balle  A)，燃燒彈 (法語：Balle I)，訓練彈以及空包彈，法國至今仍將該種彈藥歸為戰爭物資。
在美國，法國軍剩的彈藥難尋，而且由於使用伯丹式底火和刻意設計為一次用（避免被敵人重裝使用）而不能重裝。在沒有新制造彈殼的情況下，可以通過使用衝造6.5毫米瑞典彈彈殼的方法来制造7.5毫米法國彈。最近，子彈廠家Prvi Partizan在美國市場上推出了全新製造、可重裝的7.5×54毫米法國步槍彈，使用了非腐蝕性的火藥，與原來的子彈各項屬性一致。

## 使用7.5×54毫米MAS法國步槍彈的武器
- MAS-36步枪
- MAS-49半自动步枪
- FR-F1狙擊步槍
- FM-24/29輕機槍
- 赖贝尔机枪——變種MAC 1931、MAC 1934
- Darne航空機槍
- FN-Browning Mle 38航空機槍
- AA-52通用機槍

## 更多
- 步槍子彈列表
- "Military and Machine Gun Cartridges", Jean Huon, 1988, Ironside International Pub., Inc, Alexandria,VA, ISBN 0-935554-05-X,